# Epiquerez
Epiquerez (toponimo francese) è una frazione di 91 abitanti del comune svizzero di Clos du Doubs, nel Canton Giura (distretto di Porrentruy).

## Storia

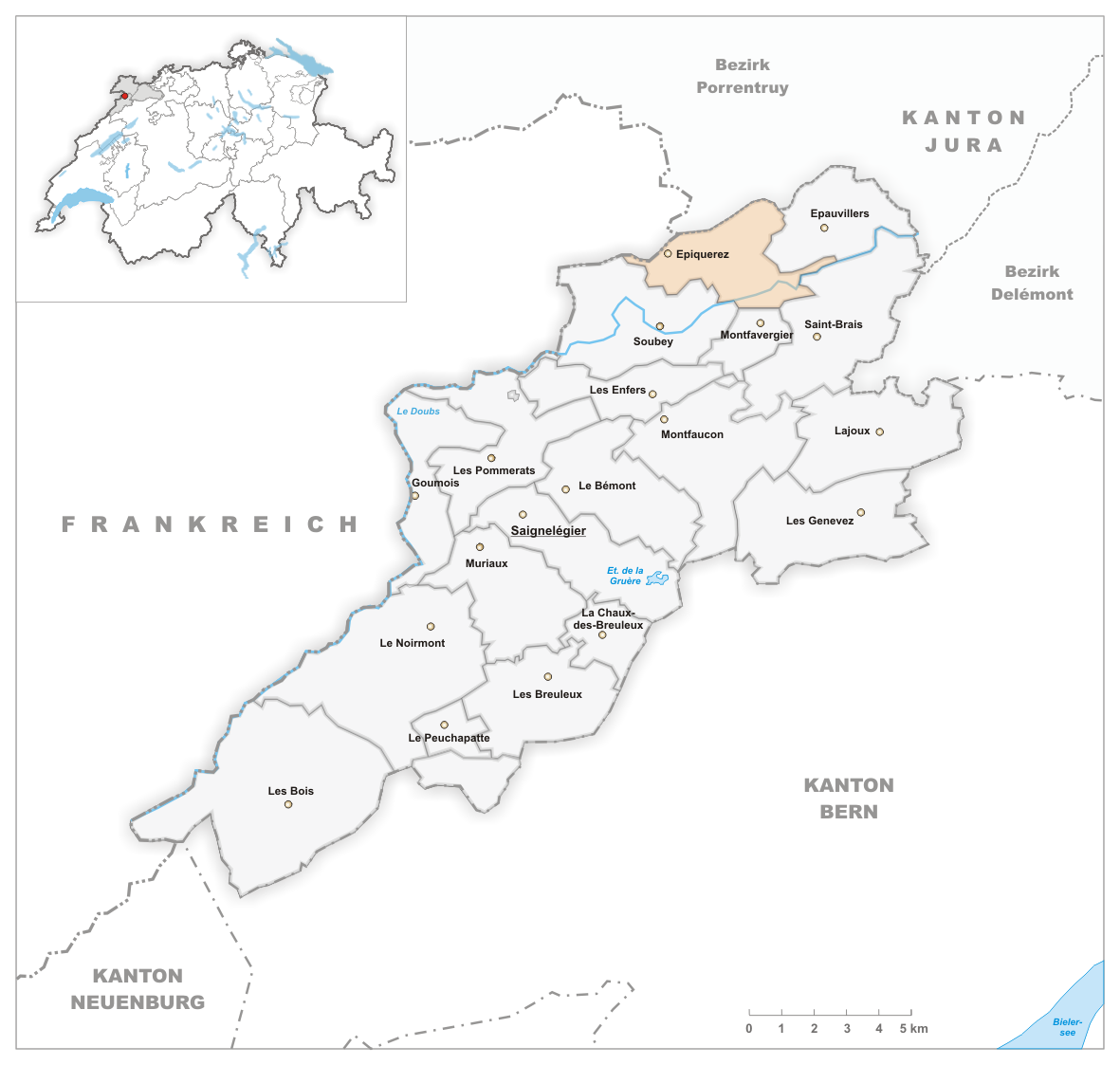
Il territorio del comune di Epiquerez prima degli accorpamenti comunali del 2009

Già comune autonomo che apparteneva al distretto delle Franches-Montagnes, che si estendeva per 9,41 km² e che comprendeva anche le frazioni di Chervillers ed Essertfallon, il 1º gennaio 2009 è stato accorpato agli altri comuni soppressi di Epauvillers, Montenol, Montmelon, Ocourt, Saint-Ursanne e Seleute per formare il nuovo comune di Clos du Doubs.

## Società

### Evoluzione demografica
L'evoluzione demografica è riportata nella seguente tabella:
Abitanti censiti